# Ileopeltus hastulus
Ileopeltus hastulus är en insektsart som beskrevs av Delong och Rauno E. Linnavuori 1978. Ileopeltus hastulus ingår i släktet Ileopeltus och familjen dvärgstritar. Inga underarter finns listade i Catalogue of Life.